# فهرست قنات‌های شهرستان هوراند
جدول زیر بر اساس آمار وزارت جهاد کشاورزیتهیه شده‌است. فهرست زیر قنات‌های شهرستان هوراند در استان آذربایجان شرقی را نشان می‌دهد.
| نام قنات  | موقعیت                   | نزدیک‌ترین روستا | طول قنات (متر) | تعداد میله چاه | عمق مادر چاه | دبی (لیتر بر ثانیه) | سطح زیر کشت (هکتار) |
| --------- | ------------------------ | --------------- | -------------- | -------------- | ------------ | ------------------- | ------------------- |
| اوتای باغ | بخش مرکزی شهرستان هوراند | هوراند          | ۲۵۰            | ۲۵             | ۸            | ۵                   | ۱۳                  |
| حوری درق  | بخش مرکزی شهرستان هوراند | حوری ورق        | ۲۷۰            | ۱۸             | ۷            | ۹                   | ۱۴۵                 |
| قویلار    | بخش مرکزی شهرستان هوراند | هورانه          | ۲۰۰            | ۲۰             | ۸            | ۶                   | ۱۲                  |
| لروم      | بخش مرکزی شهرستان هوراند | لروم            | ۳۸۰            | ۲۶             | ۷            | ۱۷                  | ۲۴۰                 |
| مرادلو    | بخش مرکزی شهرستان هوراند | مرادلو          | ۴۵۰            | ۳۰             | ۸            | ۱۲٫۵                | ۱۶۰                 |
| نواسر     | بخش مرکزی شهرستان هوراند | نواسر           | ۶۲۰            | ۴۰             | ۱۰           | ۱۱                  | ۴۰                  |
| چناب      | بخش مرکزی شهرستان هوراند | چناب            | ۳۵۰            | ۲۴             | ۹            | ۹                   | ۸۰                  |